# Dukla (plaats)
Dukla (Oekraïens: Дукля, Duklya) is een stad in het Poolse woiwodschap Subkarpaten, gelegen in de powiat Krośnieński. De oppervlakte bedraagt 5,48 km², het inwonertal 2127 (2009).

## Ligging
De stad ligt aan de oever van de rivier Jasiołka, aan de voet van de berg Cergowa. De stad ligt 716 meter boven zeeniveau. De stad ligt ten zuiden van Krosno aan Europese weg 371. De gelijknamige Dukla-bergpas door de Karpaten ligt ten zuiden van de stad. Deze pas was in 1944 decor van de Slag bij de Duklapas.

## Geschiedenis

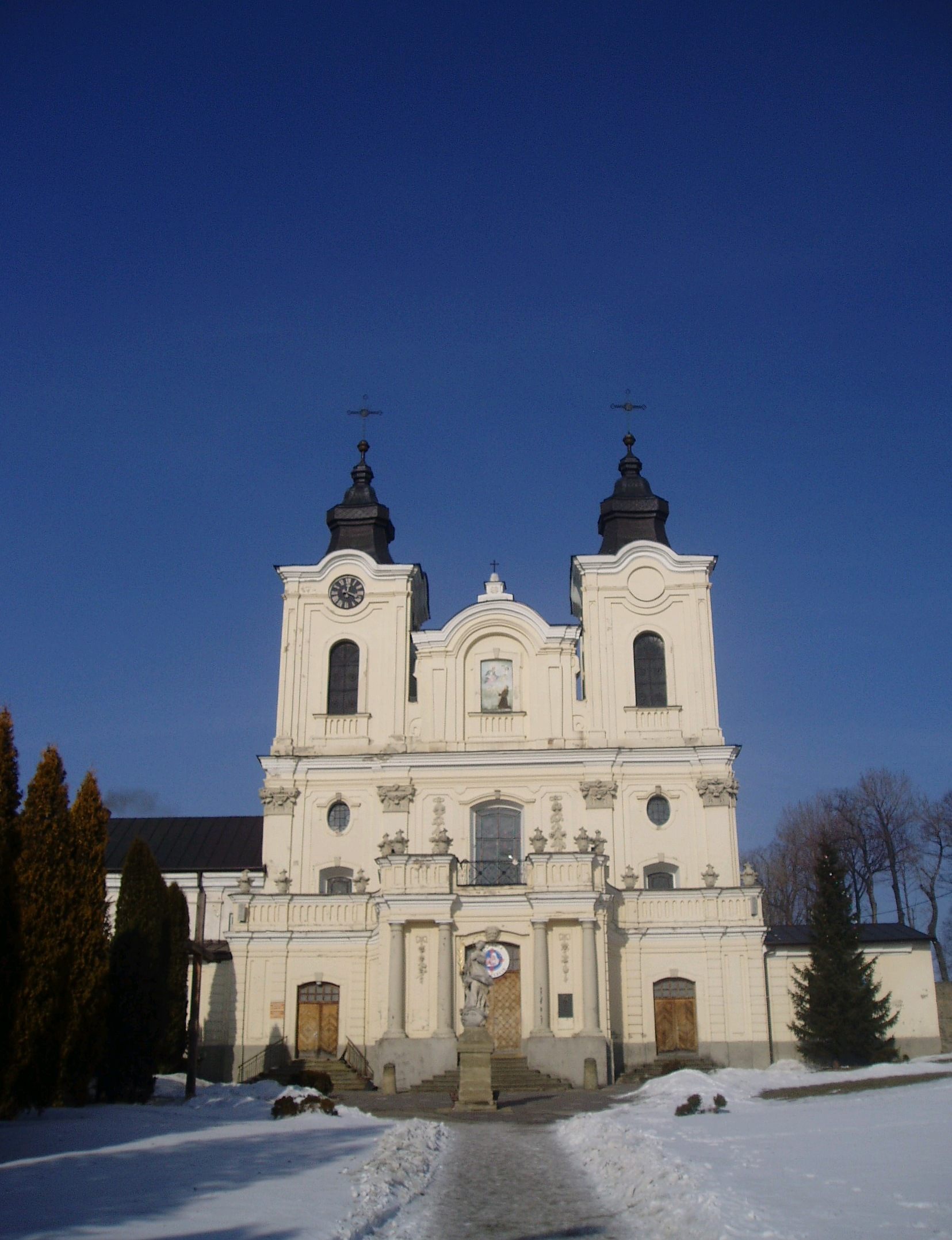
Kerk in Dukla

De eerste Slavische volkeren vestigden zich vermoedelijk in de vijfde of zesde eeuw in de regio waar nu Dukla ligt. Welke stam zich er als eerste vestigde is niet bekend. Dukla behoorde mogelijk een tijdje toe aan het Groot-Moravische Rijk, hoewel dit niet in geschreven bronnen terug te vinden is. Ergens in de tiende eeuw werd Dukla geannexeerd door de Polanen.
Dukla als plaats wordt voor het eerst genoemd in bronnen uit 1336. Rond die tijd was het landgoed van Dukla in handen van de familie Suchywilk. In 1373 verkreeg Dukla Maagdenburgs recht. In de jaren erop behoorde Dukla toe aan verschillende adellijke families, waaronder de Cikowski, Ossoliński, Potocki, en Stadnicki. In 1474 werd de stad verwoest door een aanval van het leger van koning Matthias Corvinus.
In 1540 werd Dukla eigendom van Jan Jordan uit Zakliczyn. Hij liet het in Dukla gebouwde kasteel uitbreiden. Dukla bleef tot omstreeks 1600 in handen van de familie Jordan. In 1601 werd het landgoed verkocht aan Andrzej Męciński, die omkwam in de Pools-Moskovitische Oorlog. In 1636 werd Dukla verkocht aan Franciszek Bernard Mniszech, broer van Marina Mniszech.
Begin 17e eeuw werd Dukla een belangrijk handelscentrum, daar de stad aan een handelsroute tussen Polen en Hongarije lag. Er werd onder andere Hongaarse wijn verhandeld, welke in die tijd erg populair was bij de Poolse adel. Op 16 maart 1657 werd Dukla opnieuw verwoest, ditmaal door het leger van Georg II Rakoczi. Ook tijdens de Grote Noordse Oorlog kreeg de stad met grote verwoestingen te maken.
Vanaf 1742 behoorde Dukla toe aan Jerzy August Mniszech, die de stad samen met zijn vrouw Maria Amelia Bruhl veranderde in het culturele centrum van de regio. Er werden onder andere een theater en loge gebouwd, en een eigen orkest opgericht. In het voorjaar van 1768 was Dukla het centrum voor de Confederatie van Bar. In mei 1772 werd Dukla veroverd door Oostenrijk. Rond dezelfde tijd raakte Dukla zijn positie van grootste stad in de regio kwijt aan Jasło. Tijdens de 19e eeuw raakte de stad in verval, onder andere door uitbraken van cholera in 1865–1867, 1873–1876, en 1884–1885). Bovendien werd Dukla overgeslagen bij de aanleg van de eerste spoorlijnen. Tot op de dag van vandaag heeft Dukla geen eigen treinstation.
In December 1914 werd Dukla veroverd door het Russische leger, en bleef tot mei 1915 in Russische handen. Bij de oprichting van de Tweede Poolse Republiek werd Dukla ingedeeld bij de regio Krosno. Tijdens de Tweede Wereldoorlog werd vrijwel de geheel Joodse bevolking van Dukla, wiens geschiedenis in Dukla honderden jaren terugging, vermoord of gedeporteerd. Tevens werd de enige synagoge, gebouwd in 1758, verwoest. Na de Slag bij de Duklapas was 90% van de stad verwoest.

## Bekende inwoners
- Pinchas Hirschsprung – Pools-Canadees rabbi
- Joseph Samuel Bloch - Oostenrijkse Rabbi